# Hans-Heinrich Ostmann

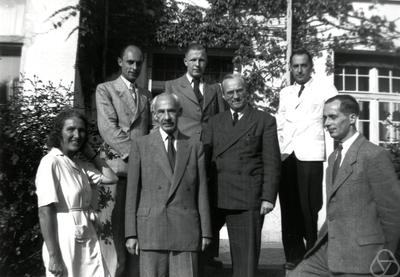
Herbst 1949 in Oberwolfach, von links: Irmgard Süss, Hans-Heinrich Ostmann, Paul Bernays, Gisbert Hasenjaeger, Arnold Schmidt, Herbert von Kaven, Kurt Schütte

Hans-Heinrich Ostmann (* 16. Oktober 1913 in Beuthen; † 4. November 1959 in Berlin) war ein deutscher Mathematiker, der sich mit additiver Zahlentheorie beschäftigte.

## Leben
Ostmann war der Sohn eines Grubenbetriebsführers in Schlesien und ging in Beuthen aufs Gymnasium. Ab 1932 studierte er Mathematik, Physik und Chemie an der Humboldt-Universität Berlin, in München und ab 1935 an der Universität Breslau, wo er 1938 bei Georg Feigl (und Johann Radon als Korreferenten) promovierte (Über die Dichte der Summe zweier Zahlenmengen). Das Thema, die  {\displaystyle \alpha +\beta }-Hypothese, hatte er sich selbst gestellt (sie wurde 1942 von Henry Mann bewiesen). Nach der Promotion wurde er nach Lehrtätigkeit an einer Fachhochschule 1940 wissenschaftlicher Assistent in Breslau, wo er sich 1942 habilitierte. 1945 flüchtete er in den Westen und lebte in Oberwolfach, wo er sich als Milchprüfer und privater Gutachter für Laienmathematiker (Kreisquadrierer und Ähnliche) durchschlug. Gleichzeitig schrieb er an einem Übersichtsartikel über additive Zahlentheorie. Im gleichen Jahr wurde er Lehrstuhlvertreter und 1950 Dozent in Marburg, wechselte aber im selben Jahr als außerordentlicher Professor an die FU Berlin, wo sich sein Ruf aus Marburg als hervorragender Lehrer bestätigte. 1959 starb er an einer nicht diagnostizierten Hauterkrankung (Lupus erythematodes).
1956 fasste er in einem umfangreichen Ergebnisbericht im Springer Verlag den damaligen Kenntnisstand der additiven Zahlentheorie zusammen.
Er war zweimal verheiratet. Aus der zweiten Ehe von 1958 stammt eine 1960 geborene Tochter.

## Schriften
- Additive Zahlentheorie I, II, Springer, Ergebnisse der Mathematik und ihrer Grenzgebiete 1956, in zwei Teilen
- mit H.Liermann: Zahlentheorie. in: Behnke, Fladt, Süss (Herausgeber): Grundzüge der Mathematik, 1958

## Verweise
1. ↑  erschienen in Deutsche Mathematik, Bd. 5, 1940, S. 177
2. ↑  Staatsbauschule für Hoch- und Tiefbau

| Personendaten    | Personendaten          |
| ---------------- | ---------------------- |
| NAME             | Ostmann, Hans-Heinrich |
| KURZBESCHREIBUNG | deutscher Mathematiker |
| GEBURTSDATUM     | 16. Oktober 1913       |
| GEBURTSORT       | Beuthen                |
| STERBEDATUM      | 4. November 1959       |
| STERBEORT        | Berlin                 |